# Gianluca Vialli
Gianluca Vialli (ur. 9 lipca 1964 w Cremonie, zm. 6 stycznia 2023 w Londynie) – włoski piłkarz, który występował na pozycji napastnika oraz trener piłkarski. W latach 1985–1992 reprezentant Włoch, uczestnik mistrzostw świata w Meksyku (1986), mistrzostw Europy w Republice Federalnej Niemiec (1988), mistrzostw świata we Włoszech (1990), król strzelców Serie A (1990/1991).

## Kariera klubowa
Początkowo był zawodnikiem Cremonese, w którego barwach występował w Serie C1 i Serie B. W 1984 został graczem Sampdorii. W Serie A zadebiutował 16 września w wygranym 1:0 meczu z Cremonese, natomiast pierwszego gola strzelił 16 grudnia w spotkaniu z Avellino, zapewniając swojemu zespołowi zwycięstwo 1:0.
W 1991 wraz z Sampdorią został mistrzem Włoch. W znacznym stopniu przyczynił się do wywalczenia tytułu – zdobył 19 bramek i został królem strzelców Serie A. Z klubem z Genui wywalczył także trzykrotnie puchar kraju (1985 – w drugim meczu finału z Milanem strzelił gola, 1988 – w pierwszym spotkaniu finałowym z Torino FC zdobył bramkę, 1989 – w drugim pojedynku finału z SSC Napoli strzelił gola). Ponadto w 1991 roku sięgnął po Superpuchar Włoch. Wraz z Sampdorią wywalczył również w 1990 roku Puchar Zdobywców Pucharów – w finałowym meczu z Anderlechtem strzelił dwa gole w dogrywce, zapewniając swojemu klubowi zwycięstwo 2:0.
W 1992 przeszedł do Juventusu, w którym występował przez następne cztery lata. W tym czasie wraz z klubem z Turynu został mistrzem Włoch (1995), wywalczył puchar kraju (1995) i sięgnął po Superpuchar Włoch (1995 – w meczu z Parmą zdobył gola, zapewniając Juventusowi zwycięstwo 1:0). Ponadto w sezonie 1992/1993 zdobył Puchar UEFA, a w sezonie 1995/1996 wygrał rozgrywki Ligi Mistrzów (finałowy mecz z Ajaksem Amsterdam był jego ostatnim występem w barwach Juventusu).
W 1996 przeszedł do Chelsea. W angielskiej drużynie zadebiutował 18 sierpnia w zremisowanym 0:0 meczu z Southamptonem, natomiast pierwszego gola strzelił sześć dni później w spotkaniu z Coventry City. Wraz z londyńskim zespołem zdobył puchar kraju (1997), Puchar Ligi Angielskiej (1998), Puchar Zdobywców Pucharów (1998) i Superpuchar Europy (1998). Ponadto od 12 lutego 1998 do 12 sierpnia 2000 pełnił funkcję grającego menadżera – pod jego wodzą Chelsea wywalczyła puchar Anglii (2000) i Tarczę Wspólnoty (2000).

## Kariera reprezentacyjna
W latach 1983–1986 występował w reprezentacji Włoch do lat 21. Wraz z nią uczestniczył w mistrzostwach Europy w 1984 (brązowy medal) i 1986 roku (srebrny medal). W pierwszym meczu finałowym tego drugiego turnieju z Hiszpanią strzelił gola, przyczyniając się do zwycięstwa 2:1. W kadrze seniorskiej zadebiutował 16 listopada 1985 roku w spotkaniu z Polską. W 1986 wziął udział w mistrzostwach świata w Meksyku – zagrał w czterech pojedynkach (m.in. w przegranym meczu 1/8 finału z Francją).
24 stycznia 1987 w meczu z Maltą strzelił swojego pierwszego gola w reprezentacji, przyczyniając się do zwycięstwa 5:0. W 1988 uczestniczył w mistrzostwach Europy w Republice Federalnej Niemiec, w których Włosi zajęli trzecie miejsce. W turnieju tym wystąpił w czterech pojedynkach i zdobył jedną bramkę – strzelił gola w spotkaniu z Hiszpanią, zapewniając wygraną 1:0.
W 1990 wraz z reprezentacją zdobył brązowy medal mistrzostw świata we Włoszech. W turnieju tym zagrał w trzech spotkaniach, m.in. w przegranym po serii rzutów karnych półfinałowym meczu z Argentyną. 19 grudnia 1992 w pojedynku z Maltą po raz ostatni wystąpił w barwach narodowych; w spotkaniu tym strzelił także swojego ostatniego gola w kadrze.

## Śmierć i pogrzeb
Zmarł 6 stycznia 2023 w londyńskiej klinice The Royal Marsden Hospital z powodu zdiagnozowanego w 2017 raka trzustki. Prywatna ceremonia pogrzebowa odbyła się 11 dni później na cmentarzu w południowo-zachodnich przedmieściach Londynu.